# Petru Claver
Petru Claver (în catalană Pere Claver Corberó, în spaniolă Pedro Claver y Corberó; n. 24 iunie 1580, Verdú, Catalonia, Spania – d. 8 septembrie 1654, Cartagena de Indias, Imperiul Spaniol) a fost un călugăr iezuit, misionar în Columbia. A activat pentru obținerea de drepturi civile pentru sclavii din coloniile sudamericane. A fost canonizat în anul 1888. Este considerat patronul drepturilor omului. În amintirea sa Columbia a proclamat ziua de 9 septembrie drept zi a drepturilor omului.

## Biografie
Petru Claver s-a născut în 1580 la Verdú într-o familie de țărani. Înzestrat, și-a făcut studiile la iezuiți înainte de a intra la 20 de ani la noviciatul Companiei lui Isus din Tarragona la 7 august 1602. În timpul studiilor sale de filosofie la Palma de Mallorca (1605-1608) a legat prietenie cu sfântul Alphonso Rodriguez, un frate iezuit portar al colegiului, care îi vorbea deseori despre noile misiuni în America. Astfel a crescut în el dorința de a pleca în misiune în Lumea Nouă.
La capătul traversării Atlanticului, a sosit, în 1610, în Noul Regat al Granadei (Columbia actuală) la Cartagena de Indias. La 19 martie 1616 a fost hirotonit preot la Cartagena. În ziua jurământului său religios definitiv (3 aprilie 1622) a semnat formula votului său: «Petrus Claver, Aethiopium semper servus» (în română: „Petru Claver, sclav al africanilor, pentru totdeauna”).
În acest port soseau cu sutele sclavii negri, îngrămădiți în calele corăbiilor. Suferințele și decăderea lor sunt de nedescris. Sunt tratați precum animalele. Din 1605, un alt iezuit, părintele Alonso de Sandoval, le apără cauza. Petru Claver îi continuă acțiunea: îi hrănește, îi îngrijește, îi îmbracă, îi alină, îi educă. Se consacră și celor condamnați la moarte și celor mai vrednici de milă. Patruzeci de ani de devotament marcați de numeroase convertiri. A murit, epuizat fizic și moral. A fost înmormântat la Cartagena.

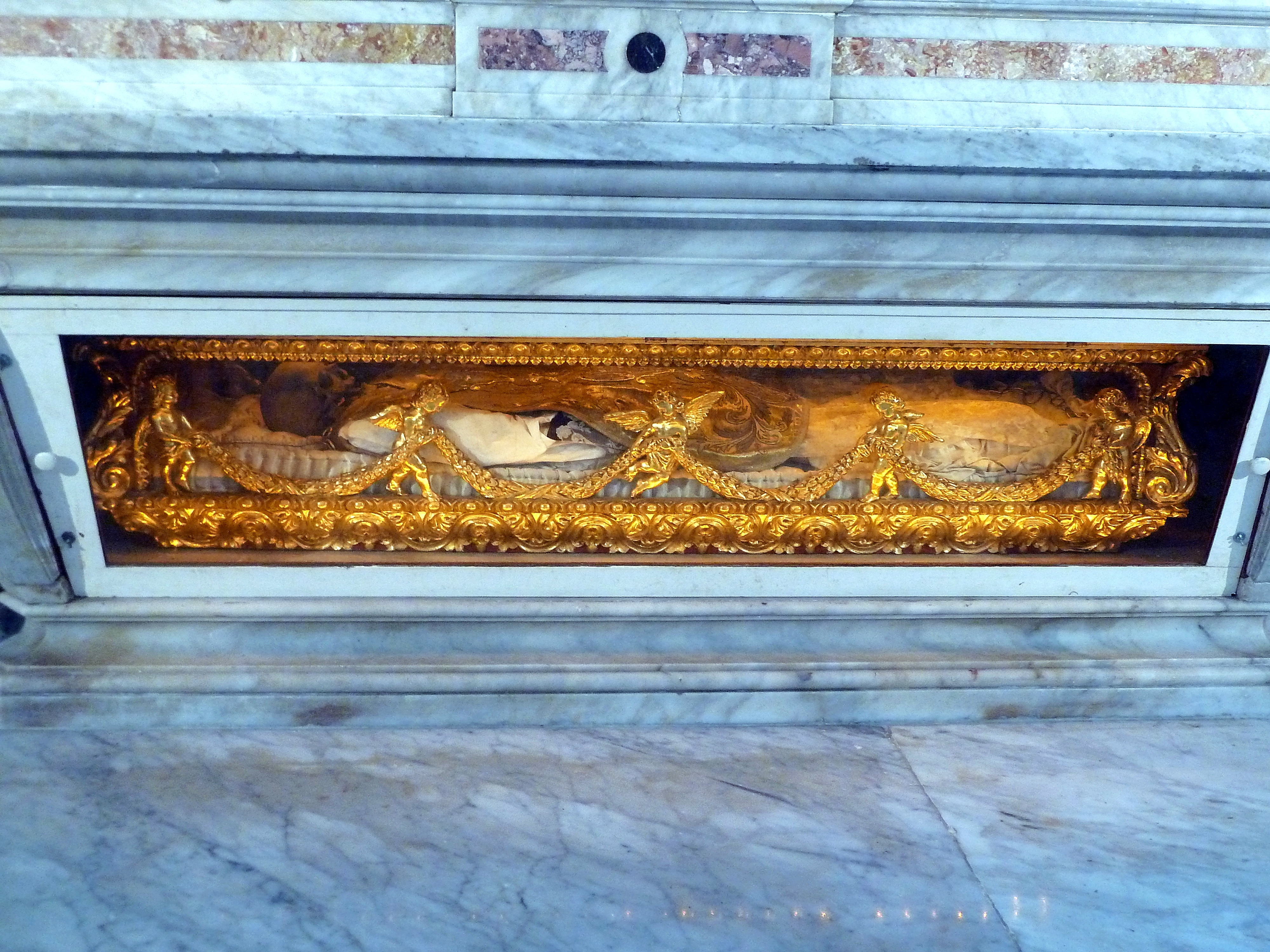
Racla și relicvele / moaștele sfântului Petru Claver

## Formarea
Mentorul său spiritual a fost Alonso de Sandoval, autorul tratatului De instauranda Æthiopum salute, o descriere a suferințelor sclavilor cu o admonestare la adresa proprietarilor cruzi, un ghid practic pentru misionarii iezuiți.

## Activitatea
În portul orașului colonial Cartagena acostau nave cu 300–600 de sclavi la bord, aduși din Africa în condiții inumane. Aproximativ 15-20% din aceștia mureau în timpul transportului. Petru Claver le dădea supraviețuitorilor alimente, băuturi și textile. Pe cei bolnavi îi primea în ambulanța colegiului iezuit din Cartagina. Comerțul transatlantic cu sclavi s-a aflat între 1580–1640 sub licența portugheză Asiento de Negros, preluată ulterior de diverse companii engleze, franceze și olandeze (în special Compania Olandeză a Indiilor de Vest).

## Cultul
Beatificat la 16 iulie 1850 de papa Pius al IX-lea, a fost canonizat la 15 ianuarie 1888 de către papa Leon al XIII-lea în același timp cu alți doi iezuiți, sfântul Ioan Berchmans și sfântul Alphonso Rodriguez (care s-a aflat la originea vocației sale) precum și cei șapte fondatori ai Ordo Servorum Mariae. În 1896 același Leon al XIII-lea, care avea o mare evlavie pentru sfântul Petru Claver, l-a declarat „patron universal al misiunilor între negri”. În 1985 a fost declarat și „apărător al drepturilor omului”. Petru Claver este și sfântul patron al Columbiei. Corpul său se odihnește sub altarul principal al Bisericii Sfântul Petru Claver din orașul în care a petrecut 40 de ani în seviciul celor mai nevoiași.
Liturgic este sărbătorit la 9 septembrie.

## Varia
Petru Claver este sărbătorit pe 9 septembrie nu doar de Biserica Romano-Catolică, ci și de Evangelical Lutheran Church in America.